# مسابقات فرمول یک فصل ۱۹۹۵
مسابقات فرمول یک فصل ۱۹۹۵ در سال ۱۹۹۵ میلادی برگزار شد. در این مسابقات میشائل شوماخر (به انگلیسی: Michael Schumacher) از تیم بنتون و با موتور  رنو به قهرمانی رسید  و در مجموع صاحب ۱۰۲ امتیاز شد.